# It's Only a Test
It's Only a Test is de achttiende aflevering van het eerste seizoen van het tienerdrama Beverly Hills, 90210, die voor het eerst werd uitgezonden op 28 maart 1991.

## Verhaal
Brenda wordt met angst bezaaid als ze een knobbel in haar borst ontdekt. Ondertussen maakt iedereen zich zorgen voor de opkomende SAT's. Vooral Steve en Andrea worden beladen met stress en besluiten samen te studeren. Hier beleven ze een intiem moment. Dit zorgt voor ongemakkelijke momenten als ze later weer in contact met elkaar komen.

## Rolverdeling
- Jason Priestley - Brandon Walsh
- Shannen Doherty - Brenda Walsh
- Jennie Garth - Kelly Taylor
- Ian Ziering - Steve Sanders
- Gabrielle Carteris - Andrea Zuckerman
- Luke Perry - Dylan McKay
- Tori Spelling - Donna Martin
- Carol Potter - Cindy Walsh
- James Eckhouse - Jim Walsh
- Melinda Culea - Dokter Natalie Donner
- Bart Braverman - Meneer Parker